# Pyrocephalus
Genre
Pyrocephalus est un genre de passereaux de la famille des tyrannidés, vivant en Amérique, partageant avec d'autres genres le nom vernaculaire de moucherolle.

## Liste d'espèces
Le genre Pyrocephalus est représenté par trois espèces selon la classification de référence du Congrès ornithologique international (version 9.1, 2019) :
- Pyrocephalus rubinus (Boddaert, 1783) – Moucherolle écarlate
- Pyrocephalus obscurus Gould, 1839 – Moucherolle vermillon
- Pyrocephalus nanus Gould, 1838 – Moucherolle des Galapagos

A cette liste s'ajoutait Pyrocephalus dubius Gould & Gray, GR, 1839 – Moucherolle de San Cristobal, espèce considérée comme éteinte depuis 2016.